# Liste der Kreisstraßen im Landkreis Freising
Diese Liste der Kreisstraßen im Landkreis Freising listet die Kreisstraßen im bayerischen Landkreis Freising mit deren Verlauf.

## Abkürzungen
- DAH: Kreisstraße im Landkreis Dachau
- ED: Kreisstraße im Landkreis Erding
- FS: Kreisstraße im Landkreis Freising
- KEH: Kreisstraße im Landkreis Kelheim
- LA: Kreisstraße im Landkreis Landshut
- PAF: Kreisstraße im Landkreis Pfaffenhofen an der Ilm
- St: Staatsstraße in Bayern

## Liste
Nicht vorhandene bzw. nicht nachgewiesene Kreisstraßen werden in Kursivdruck gekennzeichnet, ebenso Straßen und Straßenabschnitte, die unabhängig vom Grund (Herabstufung zu einer Gemeindestraße oder Höherstufung) keine Kreisstraßen mehr sind.
Der Straßenverlauf wird in der Regel von Nord nach Süd und von West nach Ost angegeben.
| Nr. FS | Verlauf |
| ------ | --- |
| FS 1   | (PAF 26 im Landkreis Pfaffenhofen an der Ilm) – Landkreisgrenze – St 2084 |
| FS 2   | in Großnöbach – FS 33 – Großeisenbach – St 2339 in Giggenhausen |
| FS 3   | (DAH 1 im Landkreis Dachau) – Landkreisgrenze – Kammerberg – FS 31 – Bachenhausen – FS 6 in Fahrenzhausen |
| FS 4   | (PAF 6 im Landkreis Pfaffenhofen an der Ilm) – Landkreisgrenze – St 2054 in Nörting |
| FS 5   | St 2339 in Günzenhausen – St 2053 in Eching |
| FS 6   | St 2054 in Oberallershausen – Eggenberg – Leonhardsbuch – FS 24 – FS 34 – Appercha – Jarzt – Fahrenzhausen – FS 3 – Landkreisgrenze – (DAH 3 im Landkreis Dachau) |
| FS 7   | (PAF 11 im Landkreis Pfaffenhofen an der Ilm) – Landkreisgrenze – Geierlambach – St 2054 in Helfenbrunn |
| FS 8   | (PAF 25 im Landkreis Pfaffenhofen an der Ilm) – Landkreisgrenze – Kirchdorf – St 2054 – Burghausen – Wippenhausen – FS 44 |
| FS 9   | St 2045 in Abens – Hemhausen – FS 16 – Oberhaindlfing – Billingsdorf – Wolfersdorf – Palzing – St 2054 – Haindlfing – Untergartelshausen – FS 44 in Freising |
| FS 10  | FS 32/FS 43 – Oberappersdorf – FS 16 – FS 22 – Gerlhausen – Thann – St 2054 in Anglberg |
| FS 11  | (ED 30 im Landkreis Erding) – Landkreisgrenze – Hallbergmoos – FS 12 in Goldach |
| FS 12  | /St 2053 – Goldach – FS 11 – Landkreisgrenze – (ED 7 im Landkreis Erding) |
| FS 13  | St 2054 – Langenbach – St 2350 – Oberhummel – Landkreisgrenze – (ED 19 im Landkreis Erding) |
| FS 15  | St 2085 – St 2054 – St 2350/St 2054 in Moosburg an der Isar |
| FS 16  | (PAF 20 im Landkreis Pfaffenhofen an der Ilm) – Landkreisgrenze – FS 9 – Oberhaindlfing – Unterhaindlfing – Badendorf – FS 27 – Alsdorf – Gütlsdorf – FS 23 – Attenkirchen – Wimpasing – FS 22 – Oberappersdorf – FS 10 – Unterappersdorf – Holzdobl – Bergen – FS 35 – Oberambach – Niederambach – St 2054 |
| FS 17  | St 2045 in Volkmannsdorf – Volkmannsdorferau – St 2350 in Degernpoint |
| FS 18  | FS 43 – Aiglsdorf – Höllbauer – FS 32 in (Nandlstadt) |
| FS 19  | (LA 38 im Landkreis Landshut) – Landkreisgrenze – Kothingried – Gammelsdorf – FS 36 – FS 21 – FS 30 – Reichersdorf – Dürnseiboldsdorf – St 2085 |
| FS 20  | St 2053 in Eching – St 2350 in Dietersheim |
| FS 21  | FS 19 – Gelbersdorf – Landkreisgrenze – (LA 53 im Landkreis Landshut) |
| FS 22  | FS 16 in Wimpasing – Gallersberg – FS 10 – Gerlhausen – Hausmehring – Obermarchenbach – Mittermarchenbach – Untermarchenbach – St 2054 |
| FS 23  | St 2045 – Sillertshausen – Roggendorf – FS 16 in Attenkirchen |
| FS 24  | (DAH 10 im Landkreis Dachau) – Landkreisgrenze – – Zinklmiltach – FS 6 – Hagenau – Kranzberg – FS 33 – Berg – St 2084 in Eberspoint |
| FS 25  | FS 32 in Nandlstadt – Zulehen – Hausmehring – St. Alban – Hörgertshausen – St 2085 – Margarethenried – FS 26 |
| FS 26  | (KEH 33 im Landkreis Kelheim) – Landkreisgrenze – Sielstetten – Kehrer am Biber – FS 25 – Enghausen – FS 30 – St 2085 |
| FS 27  | FS 16 – Sörzen – Berghaselbach – Willertshausen – Siechendorf – St 2054 |
| FS 28  | FS 32 in Altfalterbach – Schweinersdorf – FS 35 – St 2085 |
| FS 30  | FS 26 in Enghausen – Geiting – Rehbach – FS 19 |
| FS 31  | (DAH 4 im Landkreis Dachau) – Landkreisgrenze – Kammerberg – FS 1 – in Lauterbach |
| FS 32  | – Au in der Hallertau – St 2045 – FS 38 – Großgründling – Nandlstadt – FS 25 – FS 18 – Gründl – FS 43 – FS 10 – Oberschwaig – Bockschwaig – FS 28 – Altfalterbach – Wollersdorf – FS 35 – St 2085 in Mauern                                                                                                 |
| FS 33  | FS 24 in Kranzberg – Giesenbach – FS 34 – Kleineisenbach – Weng – FS 2 |
| FS 34  | FS 6 – Thurnsberg – FS 33 – Giesenbach – Gremertshausen – Sünzhausen – St 2339 |
| FS 35  | FS 32 in Wollersdorf – Thal – FS 28 – Sixthaselbach – FS 16 – Bergen – St 2054 in Inkofen |
| FS 36  | (LA 32 im Landkreis Landshut) – Landkreisgrenze – FS 19 in Gammelsdorf |
| FS 37  | FS 38 – Bergmühle – St 2085 in Hebrontshausen |
| FS 38  | in Rudelzhausen – FS 37 – Tegernbach – FS 41 – Haslach – Königsgütler – FS 32 |
| FS 39  | (PAF 10 im Landkreis Pfaffenhofen an der Ilm) – Landkreisgrenze – Rudertshausen – Haarbach – in Au in der Hallertau |
| FS 40  | Enzelhausen-Nord – in Enzelhausen |
| FS 41  | FS 38 in Tegernbach – FS 25 in Hausmehring |
| FS 42  | (Landkreis Pfaffenhofen an der Ilm) – Landkreisgrenze – Berg – Niederhinzing – Kirchdorf bei Rudelzhausen – |
| FS 43  | in Attenkirchen – Weihersdorf – FS 18 – Figlsdorf – FS 10/FS 32 |
| FS 44  | St 2350 in Freising – FS 46 – FS 9 – FS 8 – St 2084 – St 2350 – FS 45 – / |
| FS 45  | FS 44 – Attaching – St 2084 |
| FS 46  | – Tüntenhausen – FS 44 in Freising |